# Proskynás
Proskynás, en grec moderne : Προσκυνάς, est un village du dème des Locriens, dans le district régional de Phthiotide, en Grèce-Centrale.
Selon le recensement de 2011, la population du village compte 99 habitants.